# جزیره پاناییر
جزیره پاناییر (ترکی استانبولی: Panayır Adası)، جزیره‌ای کوچک در دریای اژه و متعلق به ترکیه است. این جزیره پیش‌تر با نام جزیره زراعت («جزیره کشاورزی») شناخته می‌شد و امروزه با نام آلتین آداسی («جزیره طلایی») نیز شهرت دارد. پاناییر بخشی از شهرستان دیدیم در استان آیدین است و در مختصات ۳۷°۱۹′۳۶″ شمالی ۲۷°۱۹′۵۰″ شرقی واقع شده‌است. مساحت آن حدود ۰٫۴ کیلومتر مربع است و با ساحل آلتینکوم ۱٫۴ کیلومتر فاصله دارد.

## پیشینه
نام جزیره پاناییر از واژه یونانی پاناگیا (Παναγία) گرفته شده‌است. در گذشته، به دلیل فعالیت‌های کشاورزی در این منطقه، به آن «جزیره زراعت» گفته می‌شد.

## وضعیت کنونی
جزیره در حال حاضر خالی از سکنه است. در آن یک کلیسای متروکه، یک ساختمان متعلق به وزارت کشاورزی ترکیه و یک فانوس دریایی وجود دارد.

## وضعیت حقوقی
جزیره پاناییر پیش‌تر به‌عنوان یک منطقه حفاظت‌شده (SIT) به ثبت رسیده بود. در سال ۲۰۱۰، وزارت محیط‌زیست و شهرسازی ترکیه این وضعیت را لغو کرد.